# Vrouwen Eerste divisie 2024/25
De Eerste divisie 2024/25 was het tweede seizoen van de Vrouwen Eerste divisie. NAC en De Graafschap maakten dit seizoen hun debuut in de Vrouwen Eerste divisie. Naast deze debutanten namen ook de dertien teams deel die in het seizoen 2023/24 ook al deelnamen.

## Format
Aan het tweede seizoen van de Vrouwen Eerste divisie namen 15 teams deel. Alle twaalf Eredivisie-clubs hadden een beloftenteam in deze Eerste divisie. Verder namen er ook drie eerste elftallen deel. Er was een najaarscompetitie en een voorjaarscompetitie. 
Aan de Eerste divisie A namen 8 teams deel. Deze teams speelden tegen elkaar zowel een thuis- als uitwedstrijd. Dit seizoen was de eerste mogelijkheid voor clubs uit de Vrouwen Eerste divisie om te promoveren naar de Vrouwen Eredivisie. Alleen eerste elftallen kunnen promoveren naar de Eredivisie, maar hiervoor moet dit elftal kampioen worden van de Eerste divisie. 
De nummers 7 en 8 van de Eerste divisie A degraderen naar de Eerste divisie B aan het einde van de najaarscompetitie. 
Aan de Eerste divisie B namen 7 teams deel. Deze teams speelden (net als in de Eerste divisie A) zowel een thuis- als uitwedstrijd. Er was geen promotie/degradatie-regeling tussen de Eerste divisie en de Topklasse Vrouwen. Teams uit de Eerste divisie B konden dus niet degraderen. Wel promoveerden de nummers 1 en 2 naar de Eerste divisie A aan het einde van de najaarscompetitie.
Na de winterstop begon de voorjaarscompetitie. Deze werkte exact hetzelfde als de najaarscompetitie.

## Najaar 2024

### Eerste divisie A
| Pos | Team              | Wed | W  | G | V | Ptn | DV | DT | +/− | Kwalificatie                     |
| --- | ----------------- | --- | -- | - | - | --- | -- | -- | --- | -------------------------------- |
| 1   | Jong PSV          | 14  | 11 | 1 | 2 | 34  | 40 | 15 | +25 | Kampioen                         |
| 2   | Jong Ajax         | 14  | 10 | 2 | 2 | 32  | 43 | 16 | +27 |                                  |
| 3   | Jong FC Twente    | 14  | 8  | 3 | 3 | 27  | 39 | 19 | +20 |                                  |
| 4   | Jong FC Utrecht   | 14  | 5  | 4 | 5 | 19  | 28 | 29 | –1  |                                  |
| 5   | Jong ADO Den Haag | 14  | 5  | 1 | 8 | 16  | 27 | 39 | –12 |                                  |
| 6   | Sparta Rotterdam  | 14  | 3  | 2 | 9 | 11  | 22 | 44 | –22 |                                  |
| 7   | Jong AZ           | 14  | 2  | 4 | 8 | 10  | 12 | 31 | –19 | Degradatie naar Eerste divisie B |
| 8   | Jong Telstar      | 14  | 2  | 3 | 3 | 9   | 13 | 31 | –18 | Degradatie naar Eerste divisie B |

### Eerste divisie B
| Pos | Team                 | Wed | W  | G | V | Ptn | DV | DT | +/− | Kwalificatie                   |
| --- | -------------------- | --- | -- | - | - | --- | -- | -- | --- | ------------------------------ |
| 1   | NAC Breda            | 12  | 10 | 2 | 0 | 32  | 30 | 7  | +23 | Kampioen en promotie           |
| 2   | Jong Feyenoord       | 12  | 7  | 4 | 1 | 25  | 26 | 7  | +19 | Promotie naar Eerste divisie A |
| 3   | Jong PEC Zwolle      | 12  | 4  | 5 | 3 | 17  | 15 | 16 | –1  |                                |
| 4   | De Graafschap        | 12  | 2  | 6 | 4 | 12  | 15 | 18 | –3  |                                |
| 5   | Jong Fortuna Sittard | 12  | 3  | 3 | 6 | 12  | 17 | 22 | –5  |                                |
| 6   | Jong Excelsior       | 12  | 2  | 3 | 7 | 9   | 15 | 22 | –7  |                                |
| 7   | Jong sc Heerenveen   | 12  | 2  | 1 | 9 | 7   | 12 | 38 | –26 |                                |

## Voorjaar 2025

### Eerste divisie A
| Pos | Team              | Wed | W  | G | V  | Ptn | DV | DT | +/− | Kwalificatie                     |
| --- | ----------------- | --- | -- | - | -- | --- | -- | -- | --- | -------------------------------- |
| 1   | Jong Ajax         | 14  | 10 | 1 | 3  | 31  | 40 | 21 | +19 | Kampioen                         |
| 2   | Jong PSV          | 14  | 9  | 0 | 5  | 27  | 31 | 24 | +7  |                                  |
| 3   | NAC Breda         | 14  | 8  | 2 | 4  | 26  | 27 | 19 | +8  | Promotie naar de Eredivisie      |
| 3   | Jong FC Utrecht   | 14  | 8  | 2 | 4  | 26  | 27 | 20 | +7  |                                  |
| 4   | Jong FC Twente    | 14  | 6  | 4 | 4  | 22  | 40 | 23 | +17 |                                  |
| 6   | Sparta Rotterdam  | 14  | 5  | 2 | 7  | 17  | 26 | 29 | –3  |                                  |
| 7   | Jong Feyenoord    | 14  | 2  | 3 | 9  | 9   | 20 | 42 | –22 | Degradatie naar Eerste divisie B |
| 8   | Jong ADO Den Haag | 14  | 1  | 0 | 13 | 3   | 14 | 47 | –33 | Degradatie naar Eerste divisie B |

### Eerste divisie B
| Pos | Team                 | Wed | W | G | V | Ptn | DV | DT | +/− | Kwalificatie                   |
| --- | -------------------- | --- | - | - | - | --- | -- | -- | --- | ------------------------------ |
| 1   | Jong AZ              | 12  | 9 | 1 | 2 | 28  | 33 | 9  | +24 | Kampioen en promotie           |
| 2   | De Graafschap        | 12  | 8 | 1 | 3 | 25  | 33 | 10 | +23 | Promotie naar Eerste divisie A |
| 3   | Jong Telstar         | 12  | 6 | 3 | 3 | 21  | 24 | 19 | +5  |                                |
| 4   | Jong PEC Zwolle      | 12  | 5 | 2 | 5 | 17  | 16 | 22 | –6  |                                |
| 5   | Jong Fortuna Sittard | 12  | 4 | 0 | 8 | 12  | 13 | 21 | –8  |                                |
| 6   | Jong Excelsior       | 12  | 2 | 3 | 7 | 9   | 12 | 27 | –15 |                                |
| 7   | Jong sc Heerenveen   | 12  | 3 | 0 | 9 | 9   | 18 | 41 | –23 |                                |

## Beslissingswedstrijd om kampioenschap 2024/25
De Divisie A-kampioenen van de najaarscompetitie (Jong PSV) en de voorjaarscompetitie (Jong Ajax) speelden op 28 mei een beslissingswedstrijd om het algeheel kampioenschap. In Eindhoven won Jong Ajax met 1-3 en werd daarmee kampioen van de Vrouwen Eerste divisie 2024/25.